# Hiresinganagutti, Hungund
Hiresinganagutti là một làng thuộc tehsil Hungund, huyện Bagalkot, bang Karnataka, Ấn Độ.